# Carlos Poch Gradin
Carlos Poch Gradin (katalanisch Carles Poch i Gradin; * 9. November 1982 in Barcelona) ist ein spanischer Tennisspieler.

## Karriere
Poch Gradin stieg 2002 ins Profitennis ein, als er erstmals in die Top 1000 der Weltrangliste einzog. Es dauerte bis 2004, dass er auf der drittklassigen ITF Future Tour den ersten Titel im Doppel einfuhr, im selben Jahr stieg er dort in die Top 500 ein. 2005 machte er erstmals Fortschritte im Einzel, als er das erste Mal ein Future-Endspiel erreichte und bei einem Turnier der ATP Challenger Tour einen Spieler der Top 200 besiegte, während er im Doppel ins erste Challenger-Halbfinale in Stettin einzog. 2006 gewann er sieben Future-Titel, darunter auch den ersten im Einzel, was ihm im Doppel auch ermöglichte häufiger bei Challengers anzutreten; in Sevilla zog er erstmals in ein Challenger-Finale ein. Das Jahr beendete er auf Rang 265 im Doppel.
Die Jahre 2007 bis 2009 waren die erfolgreichsten des Spaniers. Er gewann 2007 die Futures Nummer 2 bis 4 im Einzel, war aber nicht bei Challengers erfolgreich. Ganz anders im Doppel, wo er in Braunschweig und Rimini im Endspiel stand und letzteres auch für sich entscheiden konnte. 2008 folgten erste Einzel-Viertelfinals in Košice und -Halbfinals in Aracaju (wo er mit Nicolás Massú die Nummer 106 schlug) und Lima. Im Doppel gewann er von drei Endspielen nur das in Bucaramanga. In der Weltrangliste stand Poch Gradin Ende des Jahres auf den Plätzen 269 im Einzel und 211 im Doppel. 2009 konnte er die Platzierungen bis Mitte des Jahres auf seinen Karrierebestwert steigern. Im Einzel gelang ihm das durch zwei aufeinanderfolgende Halbfinals in Samarqand und Qarshi, die ihn bis auf Platz 215 brachten. Im Doppel brachten ihn drei Halbfinals bis auf das Karrierehoch von Rang 145.
2010 blieben die guten Ergebnisse im Einzel aus, ledigliche ein Viertelfinale konnte er erreichen, sodass er mehr als 200 Plätze verlor. Zeitgleich hielt er im Doppel sein Niveau durch drei Challenger-Halbfinals. Bis 2013 verlor Poch Gradin im Einzel kontinuierlich Plätze. Im Doppel hielt er sich bis zu seinem Karriereende im September 2013 in den Top 300. 2012 in Saint-Rémy-de-Provence konnte er ein letztes Mal ein Challenger-Finale erreichen. In seiner Karriere gewann er 5 Einzel- und 23 Doppeltitel auf der Future Tour sowie zwei Challengertitel, fünf weitere Finals erreichte er. Zwischen 2006 und 2011 spielte er in der 2. Bundesliga sowie 2012 und 2013 in der Ü30-Bundesliga.

## Erfolge
| Legende (Anzahl der Siege) |
| Grand Slam                 |
| ATP Finals                 |
| ATP Tour Masters 1000      |
| ATP Tour 500               |
| ATP Tour 250               |
| ATP Challenger Tour (2)    |

### Doppel

#### Turniersiege
| Nr. | Datum           | Turnier     | Belag | Partner          | Finalgegner                      | Ergebnis  |
| --- | --------------- | ----------- | ----- | ---------------- | -------------------------------- | --------- |
| 1.  | 22. Juli 2007   | Rimini      | Sand  | Santiago Ventura | Leonardo Azzaro Alessandro Motti | 6:4, 6:1  |
| 1.  | 31. Januar 2009 | Bucaramanga | Sand  | Diego Álvarez    | Carlos Avellán Eric Gomes        | 7:67, 6:1 |